# بقايا مباني أثرية حاجب العيون
{{معلومات معلم
اسم = بقايا مباني اثرية حاجب العيون
```
| صورة   =  
| تعليق  =
| نوع   = بقايا مباني
| معماري    = 
| ارتفاع    = 
| ت{مقالة غير مراجعة|تاريخ=فبراير 2023}}
```

 بقايا مباني اثرية حاجب العيون  هو معلم أثري تونسي مصنف من قبل المعهد الوطني للتراث يقع في ولاية القيروان في الوسط الغربي التونسي، تحديدا في مدينة حاجب العيون تم تصنيف المعلم في يوم 8 ماي 1895 .

## مقالات ذات صلة
- قائمة المعالم الأثرية المصنفة في تونس